# Teerasil Dangda
Teerasil Dangda (ur. 6 czerwca 1988 r. w Bangkoku, Tajlandia) – piłkarz tajski grający na pozycji napastnika.

## Kariera klubowa
Dangda zaczynał karierę w Assumption Thonburi College, skąd w 2005 roku trafił do Royal Thai Air Force. W trakcie całej swojej kariery grał m.in. w Manchesterze City, gdy właścicielem klubu był Thaksin Shinawatra. Od 2009 roku reprezentuje barwy klubu Muangthong United F.C., gdzie grał wcześniej, w 2007.

## Kariera reprezentacyjna
Dangda w reprezentacji Tajlandii zadebiutował w październiku 2007 r. Był w kadrze na Puchar Narodów Azji w 2007 r., ale nie zagrał tam nawet minuty. Wcześniej grał w juniorskich reprezentacjach Tajlandii.